# Manuel Cardoso (compositore)
Manuel Cardoso (Fronteira, dicembre 1566 – Lisbona, 24 novembre 1650) è stato un compositore, organista e religioso portoghese del tardo rinascimento.
Fra Manuel Cardoso è considerato il maggiore polifonista del Rinascimento portoghese, parte di una straordinaria generazione di compositori portoghesi che hanno lasciato il segno nella storia musicale del Portogallo nei secoli XVI e XVII. La cosiddetta generazione dei polifonisti di Évora rappresenta il periodo di massimo splendore della musica sacra in Portogallo.

## Biografia
I dati biografici di Cardoso furono raccolti dal cronista carmelitano fra Manuel de Sá e pubblicati nel 1724, 74 anni dopo la morte del compositore.
Ricevette la sua formazione musicale nel seminario di Évora; fu poi maestro di cappella della cattedrale locale. Nel 1588 entrò nell'Ordine carmelitano ed emise i voti solenni l'anno successivo. All'inizio degli anni 1620, risiedeva al Palazzo ducale di Vila Viçosa, dove divenne amico del duca di Barcelos, il futuro re Giovanni IV del Portogallo.  Godeva di un'ottima reputazione come musicista e fu quindi nominato sottopriore e direttore musicale del Convento do Carmo di Lisbona dopo la fine dell'Unione iberica nel 1640, anche su raccomandazione del re. Compose essenzialmente musica vocale sacra, comprese messe e mottetti, e fu anche uno dei più importanti organisti e compositori portoghesi del suo tempo.

## Composizioni
Le opere di Cardoso tramandate fino ad oggi sono raccolte in cinque libri, tutti pubblicati a Lisbona tra il 1613 e il 1648 durante la vita dell'autore. Tutte le restanti opere andarono perdute nel terremoto del 1755, che distrusse anche il Convento do Carmo di Lisbona, insieme alla tomba di Manuel Cardoso. Per questo oggi non è possibile appurare se Cardoso abbia sperimentato i mezzi della musica del primo barocco in alcune opere o no. Compose musica per cori a 8, 9 e 12 voci, ma non è sopravvissuta. Tutte le opere note sono nell'ambito della musica liturgica vocale: messe e mottetti. La sua opera oggi più celebre è la Missa de Requiem a 6 voci.
- Cantica beatae Mariae Virginis quaternis et quinis vocibus, Lisbona, Petrus Crasbeeck, 1613[1]
- Missae quaternis, quinis et sex vocibus, Liber primus, Lisbona, Pedro Craesbeck, 1625. RISM ID: 990008795 La raccolta contiene cinque Messe, fra cui la Missa de Requiem a 6 voci, e il mottetto Sitivit anima mea. L'opera è dedicata al suo protettore il duca di Braganza, che diverrà re Giovanni IV del Portogallo.[2]
- Missae quaternis, quinis et senis vocibus, liber secundus, Lisbona, Laurentius Crasbeeck, 1636[3]
- Missae de Beata Virgine Maria quaternis, quinis et senis vocibus, Lisbona, Laurentius Crasbeeck, 1636. Questa edizione contiene otto Messe.OCLC 46867309 RISM ID: 990008797
- Livro de varios motetes, officio da semana santa e outras cousas, Lisbona, Laurentius Crasbeeck, 1648 [4] Il libro contiene mottetti per l'anno liturgico. Alla fine del libro è inclusa una Missa pro Defunctis a 4 voci.[2]

## Incisioni (selezione)
- Missa Miserere Mihi Domine (Kyrie, Gloria, Credo, „Sitivit anima mea“ Motette, Magnificat, Sanctus, Benedictus, „Non Mortui Qui Sunt In Inferno“ Motette, Agnus Dei I und II) e Magnificat secundi toni, Ensemble Vocal Europée diretto da Philippe Herreweghe, Harmonia Mundi, 1997
- Livro de varios motetes, officio da semana santa e outras cousas, Vocal Ensemble Vasco Negreiros diretto da Vasco Negreiros, Altus, 2005
- M. Cardoso: Missa Veni sponsa Christi – Magnificat VII Toni – Aquam quam ego dabo – Turbae que praecedebant, A cappella Chor Zürich diretto da Piergiuseppe Snozzi [5]
- Non mortui, Monteverdi Choir diretto da John Eliot Gardiner, Chandos Records, 2014
- Manuel Cardoso: Requiem, Lamentations, Magnificar & Motets, Ensemble Cupertinos diretto da Luís Toscano, Hyperion Records, 2019
- Introitus Requiem aeternam dalla Missa de Requiem für 6 Stimmen, Ensemble Sansara diretto da Tom Herring, Convivium Records, 2017[6]
- Magnificat quinti toni; Magnificat octavi toni, Missa secundi toni, Aquam quam ego dabo; Ecce mulier Chananea. Sitivit anima mea, Non mortui, Choir of Girton College, Cambridge  diretto da Gareth Wilson, 2017[7]